# Lars-Olof Lindgren
Rickard Lars-Olof Lindgren, född 10 juli 1949 i Köping, är en svensk diplomat och var Sveriges ambassadör i New Delhi från 2007 till 2012.
Lindgren växte upp i Kolsva och studerade på Köpings högre allmänna läroverk och sedan Handelshögskolan i Stockholm där han tog examen som civilekonom.
Lindgren fick anställning på Utrikesdepartementet (UD) 1974. Han var tjänstledig 1978-1982 för arbete på LO. Därefter tjänstgjorde han som politiskt sakkunnig på UD:s handelsavdelning och från 1987 som ekonomiskt råd på svenska OECD-delegationen i Paris. Han utnämndes till minister 1991 och var andreman på ambassaden i Peking till 1995. Åren 1995-2002 var han biträdande chef för Sveriges ständiga representation vid Europeiska unionen i Bryssel och hade därmed ansvar för coreper 1-frågor. Därefter var han utrikesråd på UD (2002-2004) och statssekreterare i Näringsdepartementet (2004-2006), i båda fallen med ansvar för handelsfrågor.
Lindgren efterträdde 2006 Lars Danielsson som statssekreterare vid Statsrådsberedningen och var därmed statsminister Göran Perssons närmsta medarbetare. Hans ansvarsområde var handels-, EU- och utrikesfrågor. Efter det borgerliga valsegern samma år utsågs han till svensk ambassadör i New Delhi, en tjänst han innehade 2007-2012.
Lindgren blev därefter anställd av SAAB för att utveckla företagets affärsintressen i Indien.